# Miyoshi Umeki
Miyoshi Umeki (født 8. maj 1929, død 28. august 2007) var en oscar-belønnet japansk skuespillerinde.